# Ilja Smorguner
Ilja Smorguner (* 24. Juni 1984 in Leningrad, Russische SFSR, Sowjetunion) ist ein deutscher Karateka. Er ist sechsfacher Deutscher Meister und Vize-Weltmeister in der Disziplin Kata-Einzel-Herren.

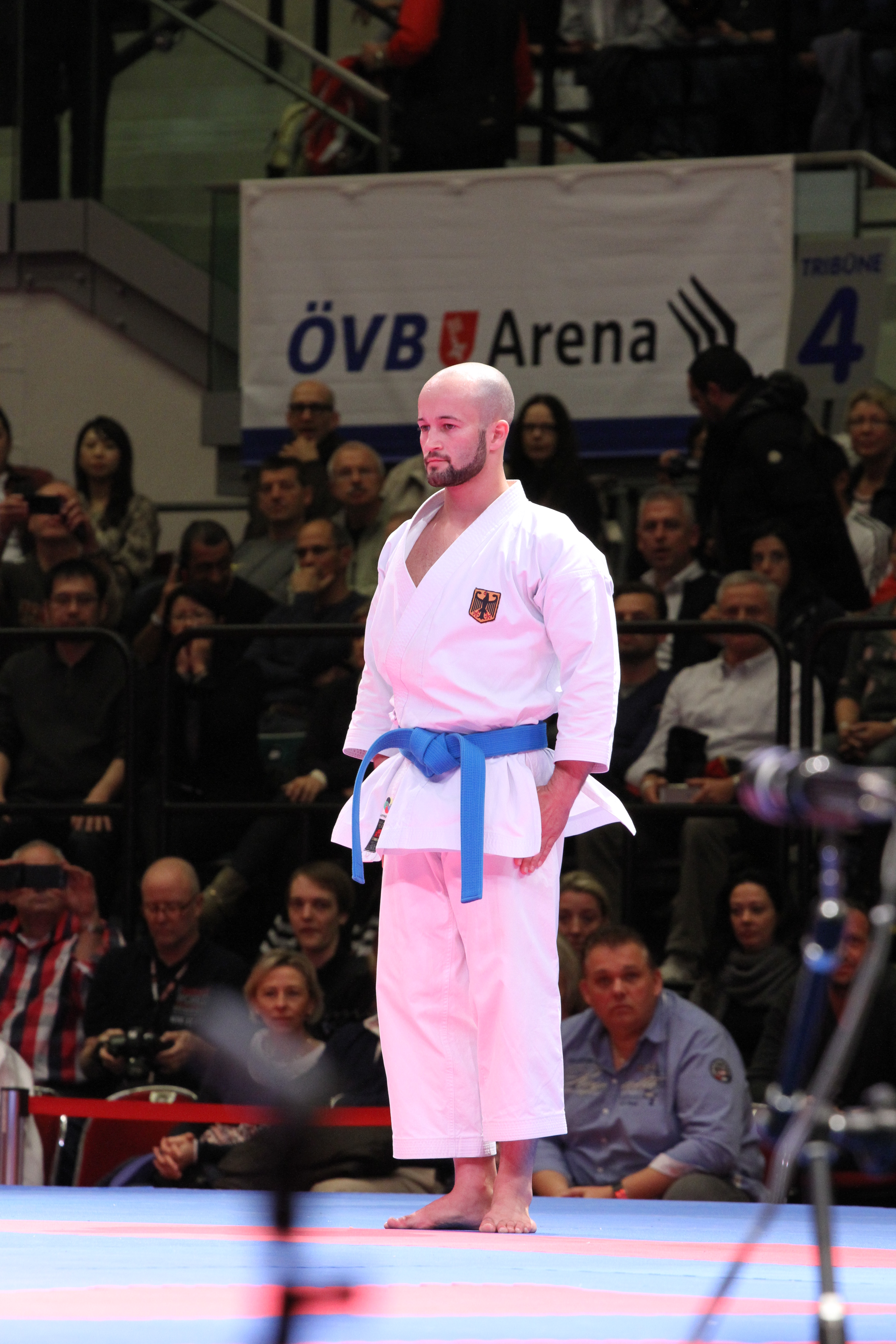
Vize-Weltmeister 2014 Ilja Smorguner, Kata-Einzel-Herren

## Leben
Ilja Smorguner wuchs mit seiner drei Jahre jüngeren Schwester in Leningrad auf. Mit sieben Jahren kam er auf eine Taekwondo-Schule und blieb bei diesem Kampfsport bis zur Migration nach Deutschland (Schwerin) 1996. Im Jahr 1998 wechselte Smorguner zum Karate in den Shōtōkan Verein Tokugawa Schwerin, der im SKVD Deutschland organisiert war. Immer mehr interessierte er sich für die Disziplin Kata, trat 2004 in den DKV ein und wurde Mitglied des Landeskaders Mecklenburg-Vorpommern. Die Leidenschaft zum Stil Shitō-Ryū und der Umzug nach Mainz 2006 aus beruflichen Gründen führten zum Wechsel in den Budokan Kaiserslautern e.V. Seitdem war Ilja Mitglied des Landeskaders Rheinland-Pfalz und trainierte zusätzlich im Karate Dōjō Mainz Bretzenheim e.V. Im Jahr 2012 zog er aus beruflichen Gründen nach München. Seit 2019 trainiert er bei Ralf Brachmann.
Smorguner wurde nach einem zweiten Platz bei der Deutschen Meisterschaft 2012 in Erfurt in den Bundeskader aufgenommen. 2013 wechselte er zum Karateverein Shugokan München, wurde Deutscher Meister und als Mitglied der Nationalmannschaft für die Europameisterschaft vom Bundestrainer Efthimios Karamitsos nominiert. 
Inzwischen ist Smorguner sechsfacher Deutscher Meister und Vize-Weltmeister in der Kategorie Kata-Einzel-Herren. Von Beruf ist er Softwareentwickler. 
Seinen bisher größten Erfolg feierte Smorguner im Jahr 2014 bei der WKF-Karate-Weltmeisterschaft in Bremen. Hier wurde er hinter dem Japaner Ryō Kiyuna Vize-Weltmeister in der Kategorie Kata-Einzel-Herren.

## Sportliche Erfolge
- 2020: 1. Platz Deutsche Meisterschaft der Leistungsklasse in Hamburg in Kata Einzel[5]
- 2018: 5. Platz Weltmeisterschaft 2018 in Madrid[6]
- 2017: 1. Platz Deutsche Meisterschaft der Leistungsklasse in Neumünster in Kata Einzel[7]
- 2016: 3. Platz Weltmeisterschaft in Linz / Österreich in Kata Einzel
- 2016: 1. Platz Deutsche Meisterschaft in Bergisch Gladbach
- 2015: 1. Platz German Open in Coburg
- 2015: 1. Platz Deutsche Meisterschaft in Aschaffenburg
- 2014: 2. Platz Weltmeisterschaft 2014 in Bremen
- 2014: 1. Platz Deutsche Meisterschaft in Coburg
- 2014: 5. Platz Europameisterschaft in Tampere
- 2013: 1. Platz Istanbul Open
- 2013: 1. Platz Deutsche Meisterschaft in Erfurt
- 2012: 2. Platz Deutsche Meisterschaft in Erfurt
- 2010: 2. Platz Deutsche Meisterschaft in Völklingen
- 2009: 1. Platz Finish Open in Tampere
- 2008: 2. Platz Austrian Open in Salzburg
- 2007: 1. Platz Italy Grand Prix in Venedig